# Sacaton Flats Village
Sacaton Flats Village – jednostka osadnicza w Stanach Zjednoczonych, w stanie Arizona, w hrabstwie Pinal.